# Miercuri
Miercuri este în mod tradițional a treia zi a săptămânii (pentru țările în care săptămâna începe lunea), care cade între zilele de marți și joi.
Etimologie: Mercurii dies (l.lat.) = Ziua zeului roman (al comerțului) Mercur.